# 伯恩哈德·格鲁贝尔
伯恩哈德·格鲁贝尔（德語：Bernhard Gruber，1982年8月12日—），奥地利男子北欧两项运动员。他曾代表奥地利参加2010年、2014年和2018年冬季奥林匹克运动会北欧两项比赛，获得一枚金牌和三枚铜牌。